# الجزر الأليوطية
جزر ألوتيان (بالإنجليزية: Aleutian Islands) المعروفة أيضاً باسم جزر ألوشيان، هي جزر تمتد في سلسلة جزر بركانية مسافة 1,800 كم في اتجاه الغرب من طرف شبه جزيرة ألاسكا وتعتبر الجبال الموجودة فوقها جزء من سلسلة جبال ألاسكا. وتفصل جزر ألوتيان -التي هي جزء من ولاية ألاسكا الأمريكية وجزء صغير من جزر كوماندر الروسي - بحر برنغ عن المحيط الهادي ويبلغ عددها 14 جزيرة كبيرة وحوالي 55 جزيرة أصغر مساحة والعديد من الجزيرات. ويبلغ عدد سكانها نحو 8,200 نسمة. تغطي هذه الجزر مساحة تبلغ 17,552 كم² جنوبي الدائرة القطبية الشمالية بين خطي عرض 51 ـ 55. وهذا الموقع يضع الجزر في نفس خطوط العرض التي تقع فيها إنجلترا.
توجد في هذه الجزر العديد من الينابيع الحارة والباردة كما توجد نهيرات في بعض منها. تفتقر هذه الجزر إلى الأشجار، لكن هنالك أنواعاً عديدة من الشجيرات والأزهار والأعشاب والطحالب. ومناخها بارد ويتميز بالضباب. تمثل حرفة الصيد الصناعة الرئيسية في الجزر، لكن هنالك مزارع قليلة لتربية الضأن.

## جغرافيا

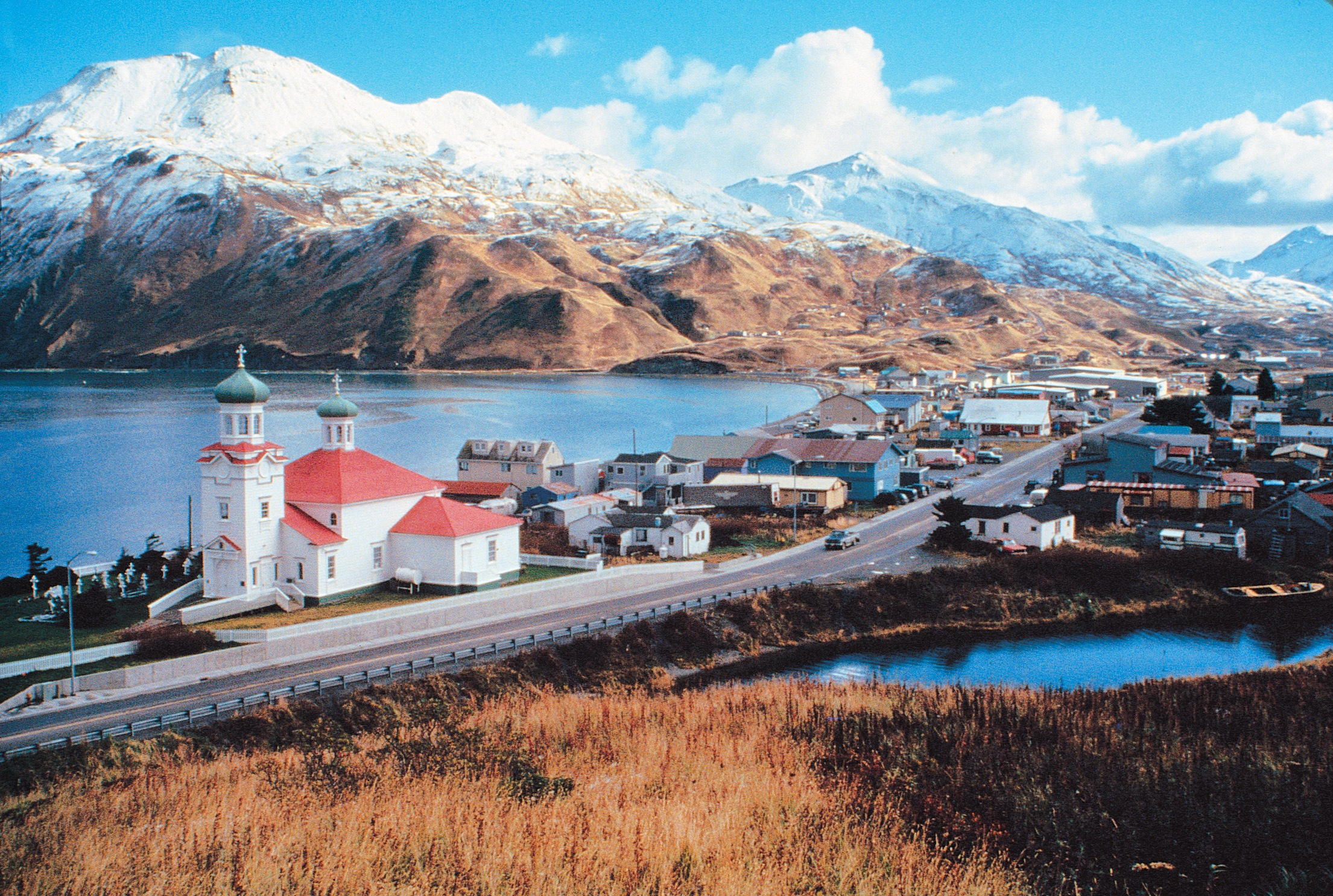
إحدى جزر الأرخبيل.

تنقسم جزر ألوتيان إلى خمس مجموعات رئيسية من الشرق إلى الغرب، وتشمل جزر فوكس وجزر الجبال الأربعة وجزر إندريا نوف وجزر رات وجزر نير. يوجد على جزيرة يونيماك ـ وهي من أكبر الجزر الأليوتية ـ جبل شيشالدين البركاني، وهو أعلى جبال السلسلة حيث يبلغ ارتفاعه 2,857م. وتقع في جزيرة أونالاسكا قرية، تحمل نفس الاسم، تعتبر مركزا تجارياً لجزر ألوتيان. تعتبر أونالاسكا ثانية أكبر جزيرة في السلسلة، وهي موقع لميناء دتش هاربر الذي كان قاعدة بحرية للولايات المتحدة الأمريكية خلال الحرب العالمية الثانية (1939- 1945م). تتوقف بعض الطائرات التجارية المتجهة إلى الشرق الأقصى في جزيرة شيميا للتزود بالوقود.

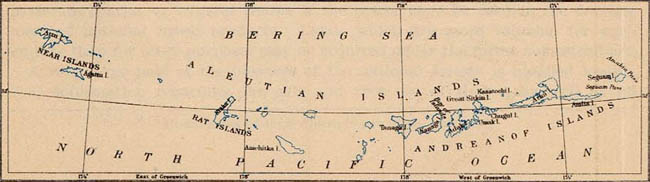
غرب جزر ألوتيان، من خريطة 1916 من إقليم ألاسكا